# Prempeh I
Pour les articles homonymes, voir Prempeh.
Prempeh I, de son vrai nom Otumfuo Nana Prempeh I, né le 18 décembre 1870 et mort le 12 mai 1931, est le treizième Asantehene du Royaume d'Ashanti, situé dans l'actuel Ghana.

## Biographie

### Enfance, éducation et débuts
Il a régné du 26 mars 1888 jusqu'à sa mort le 12 mai 1931. Il a combattu la Grande-Bretagne en 1893, et a été exilé à Mahé.
Son nom original est Prince Kwaku Dua III Asamu du Royaume d'Ashanti. 
Son héritier est Prempeh II du Royaume d'Ashanti.
Lors de la prise de Kumasi, en 1896, les britanniques s'emparent de nombreux regalia afin de soustraire aux Asantehene leurs différents symboles d'autorité. Parmi ces objets, un bassin en bronze est au centre des préoccupations de Prempeh I car ce dernier serait, d'après lui, l'un des plus anciens objets de leur culture, directement relié à l'ancêtre du Clan Oyoko, Ankyewa Nyame. D'après lui, ce bassin a servi à verser le sang des victimes sacrifiées en l'honneur des souverains défunts. Cette bassine ne sera jamais restituée car les autorités anglaises craignent que l'objet ne remette à l'ordre du jour les sacrifices humains qu'ils veulent éliminer.
Durant son exil, Prempeh I rédige un manuscrit sur l'histoire de l'Empire ashanti et la généalogie du clan Oyoko. Son texte sert encore aujourd'hui de référence principale aux chercheurs et constitue l'un des principaux témoignages retranscrit de la tradition orale ashanti. Malgré son caractère hagiographique, elle contient des informations considérées fiables qui mettent également en lumière les périodes de manipulations généalogiques.

## Décès
Il meurt le 12 mai 1931 et est enterré à Kumasi.